# Vitali Karaiev
Vitali Sergueievitx Karaiev  (en rus: Вита́лий Серге́евич Кара́ев) va ser alcalde de Vladikavkaz, capital d'Ossètia del Nord, entre febrer i novembre de 2008. Va morir assassinat el 26 de novembre de 2008.
Nascut a Chermen el 1962, Karaiev es va graduar en Economia a la Universitat Estatal d'Ossètia del Nord. Va ser assassinat pel tret d'un franctirador quan anava a entrar al seu cotxe, per anar cap a la feina.
L'any 2011 Aleksandr Djussoiev va ser condemnat a 19 anys i sis mesos de presó per l'assassinat de Karaiev. Posteriorment, l'any 2012, es va condemnar a cadena perpetua Oleg Gagiev com a màxim responsable d'una organització criminal que estaria darrera de nombrosos assassinats, entre els quals el de Karaiev.